# Emma Skärlén
Emma Skärlén, född 4 februari 1871 i Bromma församling, Stockholms län, död 2 augusti 1910 i Stockholm, var en svensk sångerska.

## Biografi
Emma Skärlén föddes 1871 i Sundbyberg, Bromma församling. Hon var elev vid konservatoriet i Stockholm från 1888 till 1893, samt av Fritz Arlberg och Signe Hebbe från 1893 till 1896. Därefter arbetade hon som konsertsångerska.